# Ausra Fridrikas
Aušra Miklušytė-Fridrikas (n. 30 aprilie 1967, în Varėna, RSS Lituaniană) este o fostă handbalistă austriacă și campioană mondială în 1990. A jucat mai întâi pentru Uniunea Sovietică (165 de selecții), mai târziu pentru Lituania (86 de selecții) și ulterior pentru Austria (133 de selecții). Fridrikas a fost votată cea mai bună jucătoare de handbal din lume în anul 1999 de către Federația Internațională de Handbal. Ea a fost desemnată cea mai valoroasă jucătoare la Campionatul Mondial din 1999, desfășurat în Danemarca și Norvegia, unde a participat cu naționala Austriei, cu care a câștigat medalia de bronz.

## Biografie
Aušra Fridrikas s-a născut în Varėna, pe atunci RSS Lituaniană, Uniunea Sovietică, actualmente Republica Lituania. Prima echipă majoră la care a evoluat a fost Egle Vilnius, cu care Fridrikas a câștigat Cupa EHF în 1988.

### La Hypo Niederösterreich
După un scurt stagiu la Mar Valencia, în Spania, Fridrikas se transferă la campioana Austriei Hypo Niederösterreich, pentru care va juca din 1993 și până în 2000. Cu Hypo, Fridrikas a câștigat Campionatul și Cupa Austriei, Cupa Cupelor EHF în 1993 și Liga Campionilor EHF în 1994, 1995, 1998 și 2000.

### La Slagelse Dream Team
Între 2000-2002, Aušra Fridrikas s-a transferat în Norvegia, la Bækkelagets SK, iar în 2002 a semnat un contract cu Slagelse Dream Team, antrenată de Anja Andersen. Cu echipa daneză, Fridrikas a câștigat Cupa Danemarcei și Cupa EHF în 2003, Campionatul Danemarcei în 2005 și Liga Campionilor EHF în 2004 și 2005, alături de coechipiere faimoase precum Carmen Amariei, Camilla Andersen, Cecilie Leganger, Bojana Popović, Maja Savić, Stéphanie Cano sau Emilia Tureï. La Slagelse, între 2002 și 2005, Austra Fridrikas a înscris 360 de goluri în sezonul regulat. Ea a purtat tricoul cu numărul 11, care acum este protejat, astfel încât nicio jucătoare a clubului să nu mai poată purta vreodată acest număr.

### Din nou în Austria
În 2005, Fridrikas s-a reîntors în Austria, unde a jucat în sezonul 2005/2006 pentru ZV Handball McDonald's Wiener Neustadt. În sezonul următor s-a întors la Hypo Niederösterreich, clubul cu care a avut cele mai mari succese din carieră. Cu Hypo, ea a mai câștigat încă o dată Campionatul și Cupa Austriei.
Aušra Fridrikas s-a retras din activitate în 2007.

## Cariera de antrenor
În octombrie 2011, Aušra Fridrikas a preluat naționala feminină a Austriei în calitate de antrenor principal.

## Viața personală
Aušra Fridrikas este căsătorită cu fostul fotbalist lituanian Robertas Fridrikas, împreună cu care are un fiu.

## Palmares
Echipa națională
- Campionatul Mondial:
  -  Medalie de aur: 1990 (cu URSS)
  -  Medalie de bronz: 1999 (cu Austria)

- Campionatul European:
  -  Medalie de bronz: 1996 (cu Austria)

Club
- Liga Campionilor:
  -  Câștigătoare: 1994, 1995, 1998, 2000, 2004, 2005
- Cupa Cupelor EHF:
  -  Câștigătoare: 1993
- Cupa EHF:
  -  Câștigătoare: 1988, 2003
- Campionatul Austriei:
  - Câștigătoare: 1993, 1994, 1995, 1996, 1997, 1998, 1999, 2000, 2007
- Cupa Austriei:
  -  Câștigătoare: 1993, 1994, 1995, 1996, 1997, 1998, 1999, 2000, 2007
- Campionatul Danemarcei:
  - Câștigătoare: 2005
- Cupa Danemarcei:
  -  Câștigătoare: 2003
- Campionatul Norvegiei:
  - Câștigătoare: 2001

## Distincții
- Cel mai bun inter stânga al Campionatului European din 1998
- Cea mai bună jucătoare a Campionatului Mondial din 1999
- Cel mai bun inter stânga al Campionatului Mondial din 1999
- Cea mai bună handbalistă a anului-IHF, în 1999
- Cea mai bună marcatoare a Campionatului Mondial din 2001 (87 de goluri)